# Голенищев-Кутузов, Аркадий Павлович
Граф (с 1832)  Арка́дий Па́влович Голени́щев-Куту́зов (1812 — 18 мая 1859) — сенатор, статс-секретарь по делам Царства Польского. Отец писателя Арсения Голенищева-Кутузова.

## Биография
Сын санкт-петербургского военного губернатора Павла Васильевича Голенищева-Кутузова (1772—1843) от брака с  Екатериной Петровной Неклюдовой (1781—1832). По матери внук тайного советника П. В. Неклюдова.
После окончания Лицейского Благородного пансиона в 1828 году с серебряной медалью, служил в Министерстве внутренних дел, с 1842 года камергер. В 1846 году стал директором канцелярии статс-секретаря Царства Польского; с 1850 года — товарищ (заместитель) министра и статс-секретаря по делам Царства Польского. С 1853 года — тайный советник, сенатор. 
По делам службы все свое время проводил в Петербурге. По отзыву современника, Аркадий Павлович был

Довольно красивый, блестящий, очень способный, он страстно любил и понимал музыку, постоянно принимал у себя артистов и литераторов, давал вечера и ужины, за которыми вино лилось щедро, и лучшие музыканты исполняли свои и чужие композиции, иногда первый раз. На этих вечерах можно было встретить молодого графа Алексея Толстого... Позднее, в пятидесятых годах у него проводил вечера и великолепно играл Лист. 
Умер 18 мая 1859 года в Санкт-Петербурге во время эпидемии холеры. Тело его было перевезено в родовое имение в село Печетово Корчевского уезда Тверской губернии и похоронено у алтаря Печетовского храма рядом с отцом. Склеп и могила были разграблены в 1960-х годах, однако надгробные плиты сохранились.

## Семья
Жена — Прасковья Петровна Петрова (ум. 1901), дочь тверского помещика Петра Алексеевича Петрова. После замужества жила с семьей в Петербурге, лето проводила с детьми в имении. После смерти мужа, оставшись с весьма скромными средствами, переехала с  двумя сыновьями в Москву. В браке имела детей:
- Пётр (1845—1912) — писатель, известный под псевдонимом Пётр Пустынник[5]; младший цензор Комитета цензуры иностранной (1890-96).
- Павел (27.09.1846—03.01.1848[6]) — умер от воспаления в голове, похоронен в Александро-Невской лавре.
- Арсений (1848—1913) — писатель, обер-гофмейстер.
- Иван (ум. 1920)